# Amir Ohana
Amir Ohana (Beersheba, 15 marzo 1976) è un politico, ex militare e avvocato israeliano.
Membro della Knesset per il partito Likud, ha ricoperto gli incarichi di Ministro della Giustizia e Ministro della Pubblica Sicurezza. È il primo membro di destra apertamente gay della Knesset e il primo omosessuale divenuto ministro in un governo israeliano. Ohana è poi entrato nella storia quale primo gay a presiedere la Knesset.  Nonostante il suo impegno di attivista per i diritti LGBT, viene considerato un fedelissimo di Benjamin Netanyahu.

## Biografia

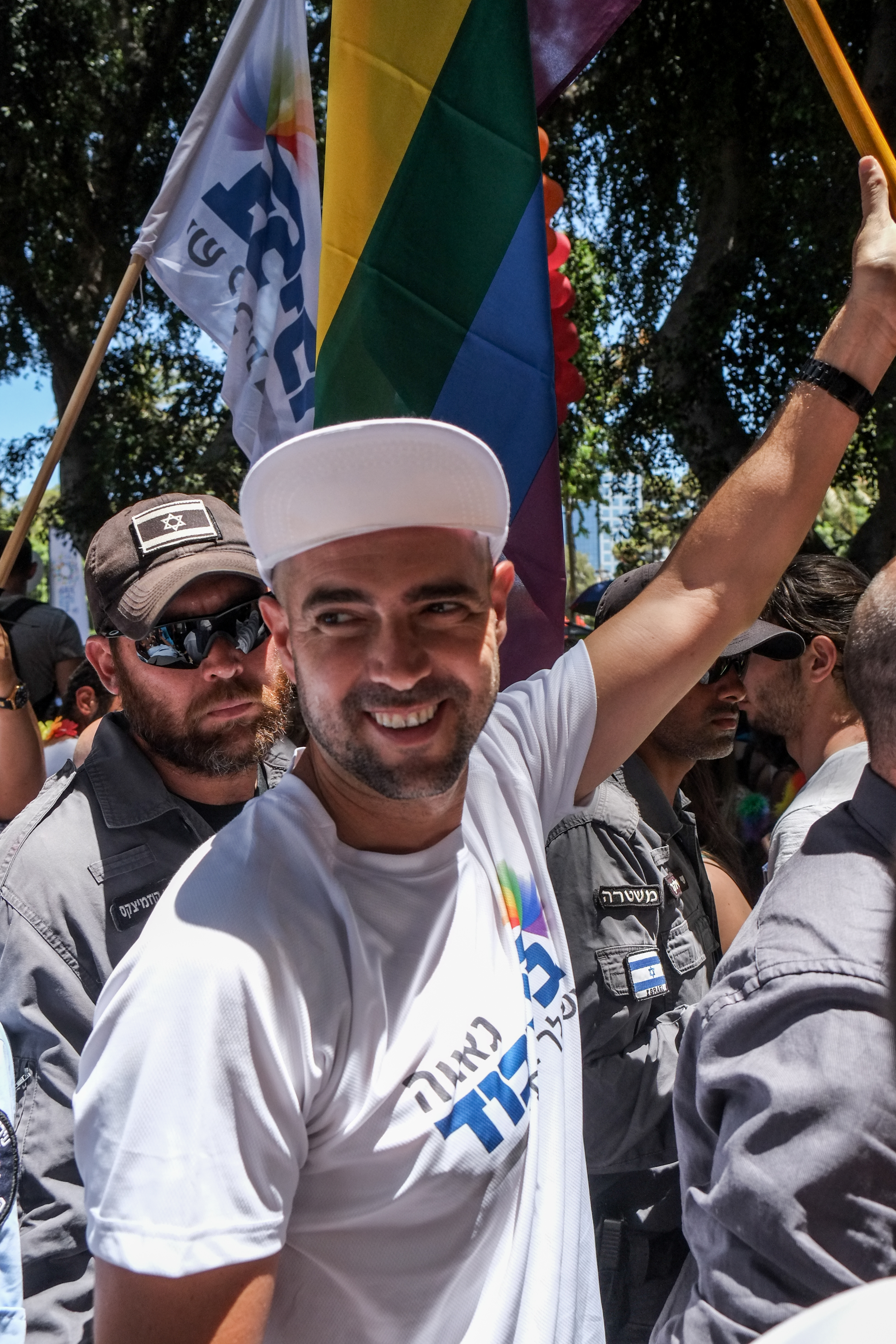
Amir Ohana a un gay pride

Ohana è nato a Beer Sheva, terzo figlio di Meir ed Esther Ohana. Ha prestato servizio nelle forze di difesa israeliane come investigatore di incidenti stradali nella polizia militare. Ha completato un corso per ufficiali ed è stato comandante del valico di Karni. Ha anche comandato una base di polizia militare. Per sei anni è stato nell'IDF ed è tuttora un riservista. Dopo aver lasciato il servizio militare regolare è stato funzionario dello Shin Bet per sei anni.
Ohana ha studiato giurisprudenza presso il College of Management Academic Studies e, dopo aver conseguito un LLB, è stato collocato nel Ministero della Giustizia israeliano, presso l'Ufficio del Procuratore di Stato. Ha poi lavorato come avvocato specializzato in diritto penale per un decennio.
Presentatosi alle elezioni della Knesset del 2015 alle primarie del partito per un posto riservato a un membro del distretto di Tel Aviv, non è risultato subito eletto, ma è stato ripescato il 27 dicembre 2015 in sostituzione di Silvan Shalom dimessosi a causa di uno scandalo per molestie sessuali. Durante il suo primo mandato alla Knesset è stato membro della Commissione delle finanze e della Commissione per gli affari esteri e la difesa, oltre a presiedere la Lobby for Shaping the Gun-Porting Policy in Israel ed entrare a far parte della Lobby for Medical Cannabis. Ohana è stato anche co-presidente del gruppo di amicizia parlamentare israelo-giapponese.
Dopo essere stato rieletto alle elezioni dell'aprile 2019, è diventato ministro della giustizia a giugno. La sua nomina è arrivata dopo i controversi commenti di Bezalel Smotrich, un altro contendente per la carica. Ohana era considerato un lealista di Netanyahu e sosteneva l'esenzione del primo ministro dall'accusa nelle indagini sulla corruzione. È stato rieletto nel settembre 2019 e nel marzo 2020. Nel maggio 2020 è stato nominato ministro della pubblica sicurezza nel nuovo governo. Nel luglio 2020 si è dimesso dalla Knesset ai sensi della legge norvegese ed è stato sostituito da Amit Halevi.
Per le elezioni del 2021 Ohana è stato inserito diciottesimo nella lista del Likud ed è tornato alla Knesset quando il suo partito ha ottenuto trenta seggi. Ha lasciato il gabinetto dopo la formazione di un nuovo governo, con il Likud che si è opposto.
Il 22 novembre 2022 è stato riferito che il primo ministro designato Benjamin Netanyahu stava valutando la possibilità di nominare Ohana come ministro degli Esteri di Israele nel governo entrante di Netanyahu. Ohana è stato infine eletto presidente della Knesset il 29 dicembre, prima volta in assoluto per un portavoce LGBT nella storia di Israele. Dopo la sua elezione è diventato il bersaglio di omofobia verbale da parte di alcuni rabbini e parlamentari.
Quando i membri dell'opposizione della Knesset nel febbraio 2016 hanno proposto diversi progetti di legge volti a migliorare lo status della comunità gay come il riconoscimento dei vedovi in lutto, il divieto della terapia di conversione, il riconoscimento dei contratti di matrimonio tra persone dello stesso sesso e la formazione degli operatori sanitari per affrontare le questioni di genere e di orientamento sessuale, Ohana ha lasciato la seduta, dicendo che non poteva votare contro queste proposte di legge ma al tempo stesso non voleva contestare la linea del partito.
È un membro del consiglio di Tadmor, gruppo di lealisti di Eretz Yisrael all'interno del Likud.

## Vita privata
Ohana e suo marito Alon Hadad hanno due figli, un maschio e una femmina, nati nell'Oregon tramite maternità surrogata. Vivono a Tel Aviv.